# Artjom Ovetsjkin
Artjom Sergejevitsj Ovetsjkin (Russisch: Артём Сергеевич Овечкин; Berdsk, 11 juli 1986) is een Russisch wielrenner die anno 2019 rijdt voor Terengganu Cycling Team.

## Carrière
In 2008 deed Ovetsjkin mee met de Europese kampioenschappen tijdrijden voor beloften en werd derde. Op het wereldkampioenschap wielrennen werd hij tiende in de individuele tijdrit voor beloften.
In 2009 werd hij Russisch kampioen tijdrijden bij de elite en won hij samen met Nikolaj Troesov de Duo Normand.
2010 was het eerste jaar als prof voor Ovetsjkin. Hij stond na de derde etappe in de Ronde van Romandië als vierde in het algemeen klassement, maar zakte later weg. Hij eindigde als achtste in de Ster Elektrotoer, als vijfde in de Ronde van Oostenrijk en als vierde in het Russisch kampioenschap tijdrijden voor elite.
In 2013 testte Ovetsjkin positief op doping na het Russisch kampioenschap tijdrijden. Later bleek dat deze stof in zijn lichaam terecht was gekomen door een fout van de ploegdokter. Ovetsjkin werd door de Russische bond voor zes maanden geschorst.

## Overwinningen
2007
4e en 5e etappe Way to Pekin
5e etappe Way to Pekin
2009
 Russisch kampioen tijdrijden, Elite
5e etappe deel A Ronde van Tarragona
3e etappe Ronde van Madrid
Duo Normand (met Nikolaj Troesov)
2010
Duo Normand (met Alexandru Pliușchin)
2015
1e etappe Ronde van Slovenië
 Russisch kampioen tijdrijden, Elite
2016
1e etappe deel B Internationale Wielerweek (ploegentijdrit)
2018
3e etappe Ronde van Antalya
Eindklassement Ronde van Antalya
5e etappe Ronde van Langkawi
Eindklassement Ronde van Langkawi
 Russisch kampioen tijdrijden, Elite
4e etappe Ronde van China II (individuele tijdrit)
2019
 Russisch kampioen tijdrijden, Elite
Proloog Ronde van China II
2020
 Russisch kampioen tijdrijden, Elite

## Resultaten in voornaamste wedstrijden
| Jaar | Ronde van Italië | Ronde van Frankrijk | Ronde van Spanje |
| ---- | ---------------- | ------------------- | ---------------- |
| 2010 |                  |                     |                  |
| 2011 |                  |                     |                  |
| 2012 |                  |                     |                  |
| 2013 |                  |                     |                  |
| 2014 |                  |                     |                  |
| 2015 |                  |                     |                  |
| 2016 | 140e             |                     |                  |
| 2017 |                  |                     |                  |

| Jaar |  | WK op de weg |  | Wereldranglijsten |
| ---- |  | ------------ |  | ----------------- |
| 2010 |  | opgave       |  |                   |
| 2011 |  |              |  | 201e (UWT)        |
| 2012 |  |              |  |                   |
| 2013 |  |              |  |                   |
| 2014 |  |              |  |                   |
| 2015 |  |              |  |                   |
| 2016 |  |              |  |                   |
| 2017 |  |              |  |                   |

## Ploegen
- 2009 –  Lokomotiv
- 2009 –  Team Katjoesja (stagiair vanaf 20-8)
- 2010 –  Team Katjoesja
- 2011 –  Katjoesja Team
- 2012 –  RusVelo
- 2013 –  RusVelo
- 2014 –  RusVelo
- 2015 –  RusVelo
- 2016 –  Gazprom-RusVelo
- 2017 –  Gazprom-RusVelo
- 2018 –  Terengganu Cycling Team (vanaf 5-3)
- 2019 –  Terengganu Cycling Team

Bodrogi · 
Botsjarov ·
Broett · 
Colom · 
Dehaes (tot 30/06) ·
Galimzjanov ·
Horrach · 
Ignatjev · 
Ivanov ·
Jeskov ·
Karpets · 
Klimov · 
Markov · 
Mazzanti · 
McEwen · 
Michajlov ·  
Napolitano · 
Petrov · 
Pfannberger · 
Pozzato · 
Rovny · 
Serov · 
Steegmans (tot 31/07) · 
Swift · 
Troesov · 
Vandenbergh · 
Vantomme ·
Debusschere (stagiair) ·
Ovetsjkin (stagiair) 
Bandiera · 
Bodrogi · 
Botsjarov ·
Broett · 
Caruso ·
Chalilov ·
Galimzjanov ·
Goesev ·
Horrach · 
Ignatjev · 
Ivanov ·
Jeskov ·
Karpets ·
Kirchen (tot 31/07) · 
Klimov · 
Kolobnev ·
Kritski ·
Mazzanti · 
McEwen ·   
Napolitano ·
Ovetsjkin · 
Petrov · 
Pliușchin · 
Pozzato · 
Rodríguez · 
Silin · 
Troesov · 
Vandenbergh · 
Vantomme ·
Vorganov ·
Antonov (stagiair) ·
Mironov (stagiair) ·
Porsev (stagiair)
Arguelyes · 
Broett · 
Caruso ·
Di Luca ·
Galimzjanov ·
Goesev ·
Horrach · 
Hoste · 
Ignatenko · 
Ignatjev · 
Isajtsjev ·
Ivanov ·
Karpets ·
Koetsjynski ·
Kolobnev ·
Kritski ·
Losada · 
Mironov ·
Moreno ·   
Ovetsjkin · 
Paolini ·
Pliușchin · 
Porsev · 
Pozzato · 
Rodríguez · 
Silin · 
Troesov · 
Trofimov ·
Vandenbergh · 
Vantomme ·
Vorganov
Arguelyes · Chatoentsev · Firsanov · Jersjov · Jeskov · Kajkov · Klimov · I. Kovaljov · J. Kovaljov · Kozontsjoek · Krasnov · Markov · Manakov · Mironov · Ovetsjkin · Rovny · Savitski · Serov · Troesov · Valinin · Zoebov
Bojev · Firsanov · Klimov · Jersjov · Kotsjetkov · I. Kovaljov · J. Kovaljov · Krasnov · Majkin · Manakov · Mironov · Ovetsjkin · Pomosjnikov · Rybakov · Savitski · Serov · Solomennikov · Tatarinov · Zakarin
Balykin · Bojev · Firsanov · Jersjov · Klimov · Krasnov · Kritski · Lagoetin · Majkin · Ovetsjkin · Pomosjnikov · Pozdnjakov · Serov · Solomennikov · Tatarinov · Zakarin
Arslanov · Balykin · Bojev · Firsanov · Foliforov · Ignatenko · Jersjov · Jevtoesjenko · Koerbatov · Koestadintsjev · Komin · Majkin · Nikolajev · Nytsj · Ovetsjkin · Pozdnijakov · Rybakov · Savitski · Serov · Solomennikov · Stasj
Arslanov · Bojev · Firsanov · Foliforov · Jersjov · Jevtoesjenko · Koerbatov · Koestadintsjev · Kolobnev · Majkin · Manakov · Nikolajev · Nytsj · Ovetsjkin · Rybalkin · Savitski · Serov · Sjaloenov · Solomennikov · Stasj · Svesjnikov · Zakarin
Arslanov · Bojev · Broett · Firsanov · Foliforov · Jersjov · Kozontsjoek · Lagoetin · Majkin · Nikolajev · Nytsj · Ovetsjkin · Porsev · Rovny · Rybalkin · Savitski · Sjaloenov · Solomennikov · Svesjnikov · Troesov · Vorobjov · Zakarin · Kobernjak (stagiair) · Koerjanov (stagiair) · Tsjerkasov (stagiair)
Ahmad Zamri · Batmunkh · Eyob · Goh · Lakasek · Marzuki · Mat Amin · Morey · Othman · Ovetsjkin · Romli · Rosdi · H. Saleh · Z. Saleh · Zulkurnain